# Google Blogsearch

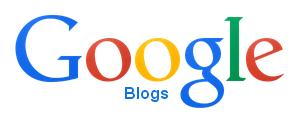
Google Blogs logo.

+Google Blogsearch fue una herramienta de Google lanzada el 13 de septiembre de 2005 y discontinuada en mayo de 2014 que se especializaba en la búsqueda de contenidos de sitios tipo blog.
Su búsqueda procedía con el mismo motor de búsqueda que caracteriza a Google, pero con algunas modificaciones para encontrar contenidos en blogs sin importar donde estaban alojados o indexados. Una de las diferencias respecto con la búsqueda estándar, era que la actualización de los resultados era más rápida debido a la rápida actualización de los blogs, respecto a las páginas convencionales.
Esta herramienta podía buscar en varias páginas de blogs como Blogger, LiveJournal, Weblog y otros.